# Giuliana Murakami
Giuliana Yukari Murakami da Paixão (Belém, 26 de julho de 1996) é uma escritora e advogada brasileira.

## Formação e carreira jurídica
Giuliana Murakami é formada em direito pela Faculdade de Belém (FABEL), com especialização em direito tributário pelo Instituto Brasileiro de Estudos Tributários (IBET).
Atua como advogada no escritório Fonseca Brasil Advogados, em Belém. Foi chefe do núcleo setorial de assuntos jurídicos da Secretaria Municipal de Finanças de Belém (2022-2023).

## Literatura
Em 2017 ganhou o Prêmio Fox-Empíreo de Literatura com sua obra "Guardiões do Império - O Selo do Sétimo", livro de fantasia publicado no mesmo ano pelos patrocinadores da premiação, a Livraria Fox Vídeo e a Editora Empíreo, e em parceria com os escritores organizadores da Feira Literária do Pará - FliPA.
Possui como característica predominante centralizar a narrativa de suas obras no protagonismo e na diversidade feminina, bem como se preocupa em elevar o gênero de fantasia a discussões de valor e ideologia.
Além do premiado livro do gênero de fantasia, a autora publicou "Pedras Lascadas", como autora independente em formato físico e digital, conto de fantasia urbana que se passa em Belém/PA, e "A Aposta", livro de romance infanto-juvenil, no qual atribuiu o pseudônimo "Giuly Passion", fruto do seu prenome e nome.
A autora participou, também, das antologias de contos da Revistinha Pulp, projeto literário coordenado pelo escritor e dramaturgo Saulo Sisnando, ao lado de escritores expressivos da literatura paraense. O projeto, organizado pelo grupo Teatro de Apartamento, visou o resgate do estilo pulp, trazendo-o ao cenário nortista por meio dos autores convidados e selecionados. Giuliana Murakami participou das edições 2 (Tema: Assombrações), 3 (Tema: Aliens) e 4 (Tema: Crimes), com os contos "A pulseira nº 13", "Em busca do significado" e "O Último Ato", respectivamente.
A autora foi convidada a participar da mesa redonda "Mulheres na Literatura Paraense", na 23ª Feira Pan-Amazônica do Livro em 2019, organizada pelo Estado do Pará e pela Secult - Secretaria de Cultura do Estado do Pará, ao lado da escritora Roberta Spindler, sob mediação da jornalista Camila Simões. Na ocasião, aos autoras falaram sobre suas experiências e dificuldades encontradas por escritoras nortistas no processo de publicação e divulgação de suas obras.
É ministrante voluntária do Mini-Curso de Escrita Criativa promovido pela Associação Nipo-Amazônica do Estado do Pará, que organiza eventos periódicos para manutenção da associação e suas atividades voltadas à cultura nipônica e os imigrantes japoneses da região amazônica.

## Obra

### Livros
- Guardiões do Império - O Selo do Sétimo (Editora Empíreo, 2017)
- A Aposta (pseudônimo Giuly Passion, Editora Feles, 2018)

### Contos
- Pedras Lascadas (independente, 2019)
- A Pulseira nº 13 (Antologia Revistinha Pulp Vol. II - Assombrações, Org. Teatro de Apartamento, 2018)
- Em busca do significado (Antologia Revistinha Pulp Vol. III - Aliens, Org. Teatro de Aparamento, 2018)
- O Último Ato (Antologia Revistinha Pulp Vol. IV - Crimes, Org. Teatro de Apartamento, 2019)

## Premiações e menções honrosas
- 2012 - 3° Lugar no XVIII Concurso de Redação do Círio, Arquidiocese da Basílica de Nossa Senhora de Nazaré;[9]
- 2016 - Prêmio Mérito Acadêmico de Pesquisa, Liga Acadêmica Jurídica do Pará - LAJUPA;
- 2017 - Prêmio Fox-Empíreo de Literatura: Guardiões do Império - O Selo do Sétimo;[10]
- 2018 - Menção Honrosa no V Concurso de Poesia "Cidade de Belém", Academia Paraense de Letras: Perdido e Encaminhado;[11]
- 2019 - Menção Honrosa no II Concurso de Poesias da Ordem dos Advogados do Estado do Pará[12] (OAB/PA): Uti possidets de ti

## Guardiões do Império
A série narra a trajetória de Yuka Kamimura, uma jovem japonesa que descobre ser imperatriz do misterioso país Império de Minerva, que vive sob um regime político escondido das demais nações devido os segredos mágicos que resguardam a sua população. Dividido em secções, cada qual com uma atribuição social específica, chefiadas pelos Chefes de Clãs descendentes dos fundadores do império, a sociedade minerviana vive harmonicamente com a proteção absoluta dos seus governantes, temendo apenas a violência trazida pelos Espectros, criaturas que assumem aparências variadas, cujo único objetivo é destruir. Para combatê-las, os Chefes de Clãs invocam criaturas sagradas que lutam ao lado de seus domadores e dos Guardiões Elementares de Magia Transcendental, indivíduos capazes de controlar os quatro elementos da natureza: fogo, ar, terra e água.
Mas a chegada de Yuka ao país faz com que não só Espectros sejam um perigo para a população. Alguns de seus súditos não concordam com a política discricionária do país e passam a tomar medidas para que o Império de Minerva assuma uma posição expansionista. Paralelamente, países de grande poder econômico continuam a observar com desconfiança os movimentos silenciosos dos minervianos, gerando teorias conspirativas que prejudicam a imagem do país perante seus semelhantes.
A imperatriz deverá, então, aprender a lidar com suas novas responsabilidades ao ser inserida nesse novo mundo e com a ajuda de suas protectores, chefes de clãs escolhidas para protegê-la fielmente (Bianca Cappuccino, Isolda Kross e Anastacia Volk), aprenderá a controlar seus poderes para proteger o seu povo dos Espectros, deles próprios e de países interessados em prejudicá-los.
Sobre o livro, o blog Resenha é Vida, diz:
"[...] Giuliana Murakami surpreende ao conseguir demonstrar em aparentemente tão poucas páginas (não mais que 250) um domínio seguro da condução da trama (sem ser pedante ou com firulas tão comuns ao gênero), aliada a uma linguagem refinada, um ritmo alucinante (ágil sem ser corrido) e ao debate de temas caros como a degradação e a manutenção de valores, o protagonismo feminino e as lutas pelo poder." 